# Сперкач Валентин Микитович
Валентин Микитович Сперкач (7 листопада 1939 , Київ ) — український режисер-документаліст. Заслужений діяч мистецтв України (1982). Член Національної Спілки кінематографістів України. Лауреат премії ім. Я. Галана (1982), Державної премії України ім. Т. Г. Шевченка (1986), лауреат Літературної премії імені Михайла Чабанівського.

## Життєпис
Валентин Сперкач народився 7 листопада 1939 р. у Києві в родині службовця. Закінчив Київський державний інститут театрального мистецтва ім. І. Карпенка-Карого (1967). Навчався у майстерні режисера-документаліста Володимира Павловича Небери, закінчив курс дипломною роботою «У пошуках скарбів» за однойменною книжкою Івана Шаповала, присвяченою видатному історикові, дослідникові запорозького козацтва Дмитру Яворницькому.
З 1969 року працює на «Укркінохроніці». 
Керував секцією кіно при товаристві «Україна».

## Сім'я
Дружина — Ліна Сперкач-Чабанівська, старша донька українського письменника та журналіста Чабанівського Михайла Івановича.

## Фільмографія
- 1968 — «У пошуках скарбів» (співавтор сценарію)[4]
- 1968 — «Реакціометр Келлера» (Документальна кінохроніка)[5]
- 1968 — «Капрійські мальви»[6]
- 1969 — «Антеї української науки»[4]
- 1970 — «Олесь Гончар»
- 1970 — «Україна, ЕКСПО-70»
- 1970 — «Живий камінь»[4]
- 1971 — «Брати Гетьмани»
- 1971 — «Україна, земля наша»[4]
- 1971 — «Шляхом миру і співробітництва»
- 1971 — «Влада Діоніса»[4]
- 1972 — «Іван Кочерга»
- 1972 — «Ми будуємо»
- 1973 — «Хроніка однієї прем'єри»
- 1974 — «Гребля дружби на Євфраті»
- 1974 — «Глибина»
- 1974 — «Україна – дружба»[4]
- 1975 — «Народження вогню» (автор сценарію)
- 1975 — «Місто, що крокує у завтра»
- 1975 — «Зустріч студентів соціалістичних країн»
- 1975 — «Марокко. Роздуми в дорозі»
- 1977 — «Ти пам'ятаєш, товаришу?» (автор сценарію)
- 1978 — «Обличчям до небезпеки»
- 1978 — «Повинен жити»
- 1978 — «Крутовики»
- 1979 — «Золотий вересень возз'єднання»
- 1980 — «Крутовики» (Диплом і приз Всесоюзного огляду-конкурсу фільмів, Ярославль, 1981)
- 1980 — «Командарми індустрії» (співавтор сценарію; Приз XV Всесоюзного кінофестивалю, Таллінн, 1982)
- 1982 — «Знайомтесь, Радянська Україна»
- 1982 — «Добридень, краю мій»[7]
- 1982 — «Земля моїх предків»
- 1983 — «Головуючий корпус» (Спеціальний приз Всесоюзного кінофестивалю, Київ, 1984)
- 1984 — «Ой верше мій, верше…»[8]
- 1985 — «Стратеги науки»
- 1989 — «Тарас» (співавтор сценарію з В. Костенком)
- 1991 — «Христос воскрес» (співавтор сценарію)
- 1992 —

«Кубанські козаки. А вже літ двісті»
- 1994 — «Невідомий Перл-Гарбор під Полтавою»
- 1999 — «І дарована їм нагорода»[11]
- 2013 — «Запорожці за Дунаєм»